# ウド
ウド（独活、学名: Aralia cordata）は、ウコギ科タラノキ属の大型の多年草。山野に自生するほか、栽培も行われている。生長すると茎が太く大きくなり、若い葉や茎は香りが強く山菜や野菜として好まれる。季語は晩春。

## 名称
和名ウドの語源については、古い書物に、葉が生育すると中空になることから宇登呂（うどろ）とよばれ、それが略されてウドとなったという説がある。漢字では「独活」と書くが、この由来についてはよくわかっていない。英語でも、日本語読みをそのままにした udo（ウド）でよばれている。中国植物名は土当帰（どとうき）という。
和名は、ヤマウド、ケウド、ホンウド、ツチタラの別名でもよばれる場合がある。食用の観点で、野生種をヤマウド（山うど）と呼んで栽培種と区別することもあるが、同じ植物である。軟白栽培されたものは「白ウド」「軟白ウド」ともよばれている。野性ではなくても、栽培品で路地で日に当てて緑化した「緑化ウド」が、「山ウド」の名で流通していることも多い。

## 分布・栽培地
日本原産。北海道から本州、四国、九州までのほか、日本国外では朝鮮半島、中国、千島、樺太に分布する。山野の林縁、野原、谷間、川岸など日当たりのよい場所か半日陰の傾斜地などに自生し、しばしば群生している。ときに、標高2000メートルあたりの雪渓付近にも生える。野生するほか、野菜として畑に植えられたり、室（むろ）で軟化栽培もされている。

## 形態・生態
大型の多年草で丈が高く、高さ約1 - 1.5メートル (m) に生長し、大きなもので2 mほどになる。地上部は全体に粗い毛が生えていて、特有のよい香りがある。
茎は中空の円柱形で太さ4 - 5センチメートル (cm) になり、芽生えのときから緑色をしており、全体にざらざらした毛が生える。生長すると大まかに分枝する。
葉は長めの葉柄がついて茎の節ごとに互生し、2回羽状複葉で三角形をしており、全体の長さは1 mにも達する。小葉は卵形で細かい毛があり、葉縁にぎざぎざがある。
花期は晩夏から初秋ごろ（8 - 9月）。茎の上部に球状の大きな散形花序を多数つけ、柄がある径3ミリメートル (mm) ほどの白色もしくは薄緑色の小さな花を多数咲かせる。花弁は5枚つき、上部は両性花、下部は雄花となる。雄しべが5本、下位子房に5本の花柱がある。
果実は、秋に直径3 mmほどの球状の液果が実り、熟すと黒紫色になる。一果中に3 - 5個のゴマ状の種子をもつ。種子は鳥によって運ばれ、意外な場所に実生がでることもある。
冬には地上部が枯れて、大きな株だった姿は見えなくなる。
- 生長したウド
- ウドの花穂

## 栽培
野菜として出荷されているウドは、東京都が全国最大の生産地で、東京産ウドは地下の室（むろ）に株を入れてモヤシのように軟白栽培したものである。日本におけるウドの軟化栽培は、江戸時代には始められていたとされる。全国的な栽培ウドの産地は、栃木県、茨城県、東京都が多く、なかでも特産野菜として栽培されている白ウドは、東京都三鷹市、立川市などの産地が有名で、立川市を中心とした東京都多摩地域の特産品（東京うど）や大阪府茨木市太田および千堤寺地区特産の「三島うど」などがある。

## 利用
日本では平安時代から食べられており、春・初夏（ゴールデンウィーク頃）に、山野で芽吹いた小さな苗は山菜として利用できる。また野生種よりも白くて香りやクセが穏やかな軟化ウドは、日光に当てずに栽培されたもので、同様に栽培されたものでも出荷前に日に当てた緑化ウドもある。料理の分野では前者の野生種を山ウド、後者の軟白栽培品を白ウドと呼び区別することが多い。山ウドとよばれるものには、畑で栽培して芽を出させたものも出荷されている。根茎や根は薬用に使われる。

### 食用
ウドは山菜として有名で、若葉、つぼみ、芽および茎の部分が食用になり、シャキシャキした歯ごたえがあり、独特の香りと爽やかな苦味が特徴である。山ウドの採取時期は、全体に白い粗毛が生えて葉がようやく開き始めた若芽のころが良く、生えている場所によっても異なるが採取時期は暖地が4月、寒冷地では5 - 6月ごろになる。おおむね6月以降は粗大化して食用には向かなくなる。地中にある白い皮の部分からナイフで切り取って採取するが、数本まとまって生えているところでは、翌年生えるために2 - 3本残しておく。若芽や茎は採取期間が短いが、若葉はある程度長期間に渡って採取することができる。
栽培品の主な旬は3月 - 4月で、山ウドは茎が短くて香りが強いもの、軟化ウド（白ウド）は穂先がピンとして茎が太く、産毛が白い茎を覆っているようなものが、市場価値の高い良品とされる。スーパーや八百屋などで見られる白いものは、日の当たらない地下の室（むろ）で株に土を盛り暗闇の中で栽培した軟白栽培によるもので、モヤシのように茎を白く伸ばして出荷する。一般流通品に「山ウド」の名で出回っているものは栽培品の緑化ウドがほとんどで、山採りのものはあまりない。山中に生えるものは、色白の栽培ウドに比べて香気が強く、太く立派だが、平地の林等に生えるものは生長しても細い事が多い。
山ウドはややアクが強く、山菜として葉や先端を天ぷらなどにする他、酢味噌和え、三杯酢、茹でてからぬた、味噌汁の実、煮物とする。採りたてを生食するには、洗って皮を厚く剥いてすぐに酢水にさらし、味噌などをつけて食べると野趣豊かな風味を楽しめる。若い葉も天ぷらにして食される。白ウドは、日本料理の和え物、吸い物、酢水でアク抜きをして煮浸しやサラダ、酢の物、飾り切りにして刺身のつま、料理のあしらいなどにしてよく食べられる。また、白ウドは皮も柔らかく、短冊切りにしてキンピラにすると美味しいため、捨てるところがほとんどない。夏に咲く花蕾も、天ぷらにして食べられる。
収穫後は時間がたつとかたくなってえぐみが出てくるので、早めに使いきる。一般的に、茎の硬い皮を厚めに削ぎ取って使うが、新鮮でやわらかい白ウドならば、皮ごと使うこともできる。皮ごと調理する場合は、表面の産毛があると、かたく感じて口当たりが悪くなるので、産毛をこそげ取るようにして使われる。灰汁は（アク）は、水または酢水につけて灰汁抜きしてから生食に用いたり、炒め物や煮物に使う。
栄養面では、可食部100グラム (g) あたりの熱量は18キロカロリー (lkcal) で、約94%の水分と、約4%の炭水化物、微量栄養素にはビタミンC、カリウム、カルシウム、食物繊維などが含まれているが、いすれも含有量は少なく、特に目立つような栄養素は見られない。ウドに含まれる有効成分は皮の近くに多い。ただし、食物アレルギーがあるので、食べる際注意が必要。
山で採ってきたウドは塩漬けや味噌浸けにして保存できるが、水をかけて栽培したものは塩漬けにすると痩せてしまう。茹でたものを乾燥しても保存できる。
- 山菜として食べごろになったウドの若芽
- 東京うど

### 薬用
中国では強精剤に使われるなど、漢方や薬膳では珍重されている。ウドは灰汁が強いことで知られるが、灰汁の成分はポリフェノール化合物であり、これには抗酸化物質のクロロゲン酸やフラボノイドが含まれ、ジテルペンアルデヒドなどの精油、アミノ酸、タンニンなどを含んでいる。精油は一般に中枢神経を刺激する作用があり、内服すれば発汗や血液循環を促進して、便通もよくする働きがある。タンニンには収斂作用がある。ウドがもつ香り成分には、自律神経を調整して、気分を安定させる作用があるともいわれている。
通例根茎を生薬にしたものを独活（どくかつ・どっかつ）、もしくは和独活（わどっかつ）、あるいは土当帰（どとうき）と称し、独活葛根湯などの各種漢方処方に配剤されるほか、根も和羌活として薬用にされる。生薬にするときは、秋の10 - 11月ころに根茎や根を掘り取って陰干しとし、半ば乾いたところを湯につけて土砂と細根を取り除いて、厚さ0.5 - 1センチメートル (cm) の輪切りにしてから、さらに陰干しか天日干しして調製する。
民間療法では、風邪の初期症状、神経痛、リウマチ、頭痛などに、和独活を1日量3 - 10グラムを水400 - 600 ccでとろ火で半量になるまで煮詰めた煎じ液（水性エキス）を、食間3回に分けて服用すると、体を温めるとともに痛みを和らげて顔のむくみ、解熱、発汗に効用があるとされる。茎葉を使う場合は、9 - 10月の花が咲いている時期に、地上部を刈り取って長さ5 cmに切り刻んで陰干しにしたものを使い、布袋に入れて浴湯料にして風呂に入れると、肩こり、腰痛、冷え症などの鎮痛、補温に役立つといわれている。
また、アイヌ民族はウドを「チマ・キナ」（かさぶたの草）と呼び、根をすり潰したものを打ち身の湿布薬に用いていた。アイヌにとってウドはあくまでも薬草であり、茎や葉が食用になることは知られていなかった。
セリ科のシシウドの根は唐独活（中国産の独活）と呼ばれ、日本薬局方外生薬規格2018に収載されている。漢方で使う独活は、腰痛に効くセリ科のシシウドの根の部分で、昔は独活の代用品としてウドが使われた。

## ウドの名前をもつ他の植物
- ハマウド（オニウドとも呼ばれる）、シシウド、ハナウド、オオハナウド - これらはセリ科に属する
- ウドノキ - オシロイバナ科ウドノキ属
- マツバウド - アスパラガスの別称。ユリ科（APG分類：キジカクシ科）に属する[27]。

## 慣用句
ウドの大木諺（ことわざ）。前述の通り、ウドは1.5メートル前後の大きさに育つが、茎が太く育った頃には食用にもならず、また茎が柔らかすぎて木材にも適さないということから、転じて「図体はでかいが中身が伴わず、役に立たないもの」のたとえ。ただし、前述したようにウドは樹木ではなく、草本の一種である。